# جلجال (مستوطنة)
جلجال (بالعبرية: גִּלְגָּל) (بالإنجليزية: Gilgal)‏ كيبوتس استيطاني إسرائيلي، أُقيم في عام 1970 في غور الأردن على أراضي بلدتي فصايل والعوجا في محافظة أريحا. يقع إداريًا ضمن اختصاص مجلس غور الأردن الإقليمي، وبلغ عدد سكانه نحو 178 مستوطنًا في عام 2018.

## الوضع القانوني
يعتبر المجتمع الدولي المستوطنات الإسرائيلية في الضفة الغربية غير قانونية بموجب القانون الدولي، لكن الحكومة الإسرائيلية تعارض ذلك.